# 鹿野司
鹿野 司（しかの つかさ、1959年1月27日 - 2022年10月17日）は、日本のサイエンスライター、SF評論家。
宇宙作家クラブ会員。かつて日本SF作家クラブ会員であったが、2023年4月現在は、会員名簿の「物故会員」には名前がない。

## 人物
名古屋市生まれ。日本大学文理学部応用物理学科卒業。
学生時代からSFファン活動を開始し、大宮信光らの「SFファン科学勉強会」などに参加。『ログイン』『S-Fマガジン』等にサイエンスコラムを寄稿。
また、映画『ガメラ2 レギオン襲来』やアニメ『科学救助隊テクノボイジャー』『宇宙戦艦ヤマト2199』のSF考証なども手掛ける。
著書『サはサイエンスのサ』で2011年星雲賞ノンフィクション部門を受賞。「考証ブラザーズの科学とSFトーク」を堺三保、白土晴一との3名で行っていた（鹿野の死去後は2名で継続）。
2023年、第43回日本SF大賞功績賞を受賞。
漫画家「とり・みき」と親しく、彼のマンガのキャラクターとして登場している。

## 著作

### 単著
- オールザットウルトラ科学（1990年6月 ビジネス・アスキー ISBN 978-4-89-366072-5）
- ウィザードリィ5 プレイングマニュアル（1990年12月 ビジネス・アスキー ISBN 978-4-89-366088-6）
- 巨大ロボット誕生―最新ロボット工学がガンダムを生む（1998年6月 秀和システム ISBN 978-4-87-966801-1）
- サはサイエンスのサ（イラスト とり・みき 2010年1月22日 早川書房 ISBN 978-4-15-209104-8）
- サはサイエンスのサ〔完全版〕 （イラスト とり・みき 2024年9月19日 早川書房）

### 共著
- 狂牛病パニック―脳が溶けていく（石原洸一郎と共著 1996年6月 竹書房 ISBN 978-4-81-240169-9）
- 教養（小松左京、高千穂遙と共著 2000年11月 徳間書店 ISBN 978-4-19-861266-5）
- 狂牛病ショック（石原洸一郎と共著 2001年10月 竹書房 ISBN 978-4-81-240824-7）
- 3Dプリンタ デスクトップが工房になる (原雄司、佐々木陽、神田沙織、石井英男、大塚実、角村嘉信、澄川伸一、相馬達也、船田巧、松浦晋也、森田浩史と共著 2013年9月27日 インプレスジャパン ISBN 978-4-84-433482-8）

### 共著(SFフ科会名義)
- 答えられないあなたのための科学読本（別冊宝島） JICC出版局 1980年
- 科学数字いっぱいの本 (遊びのサイエンス) SFフ科会 , グループMOSSら 明日香出版社 1984年
- サイエンス・スクランブル―最新科学情報120 新潮文庫 1985年7月
- サイエンス・スクランブル2 こころとからだの科学 新潮文庫 1986年6月
- サイエンス・スクランブル〈3〉むかしを知る科学 (新潮文庫) 1987年6月
- サイエンス・スクランブル〈4〉世紀末電脳科学(サイバーサイエンス) 新潮文庫 1988年8月